# Île d'Argo
L'île d'Argo (aussi appelé Île d'Arkô et Jezira Argo) est une île du Nil située au Soudan. La ville d'Argo s'y trouve, ainsi que le site archéologique de Tabo.